# Giovanni Ardizzone
Giovanni Ardizzone, né le 15 janvier 1965 à Messine, est un homme politique italien.

## Biographie
Fils d'un responsable démocrate chrétien, syndicaliste à Poste Italiane, Giovanni Ardizzone est élève au lycée classique, puis, diplômé en droit de l'Université de Messine, prend la robe avocat.
Formé dans les mouvements de jeunesse de la Démocratie chrétienne, dont il a été dirigeant régional et national, il adhère à la DC puis au Centre chrétien-démocrate et à l'Union de centre.
Conseiller de la province de Messine, il est chargé des Finances et du Budget de 1994 à 2000. A Messine, il est vice-maire à partir en 2008, avec la délégation de la Culture. Il crée à Messine la « Nuit de la culture » à l'initiative notamment de l'exposition « I doppi Caravaggio » en 2010. Il a été membre du conseil d'administration du théâtre de Messine.
Il entre à l'Assemblée régionale sicilienne à l'occasion des élections régionales de 2001. Réélu en 2006 et en 2008, il préside le collège des questeurs et s'oppose régulièrement au gouvernement de Raffaele Lombardo après le retrait du soutien de l'UDC.
Proche du sénateur Gianpiero D'Alia, Ardizzone est élu président de l'Assemblée régionale sicilienne par 46 voix sur 90 au second tour, à l'issue des élections régionales de 2012. Candidat sur les listes AP-Centristi, il n'est pas réélu lors du scrutin suivant.